# Wassili Iwanowitsch Werbizki
Wassili Iwanowitsch Werbizki (russisch Василий Иванович Вербицкий, wiss. Transliteration Vasilij Ivanovič Verbickij; * 1827; † 1890) war ein russischer Missionar und Ethnograph im Altai. Er war Mitglied der Altai-Mission in Ulala. Seine posthum veröffentlichten ethnographischen Arbeiten gewannen die Silbermedaille der Kaiserlichen Russischen Geographischen Gesellschaft.

## Werke
- Slovar' altajskogo i aladagskogo narečij tjurkskogo jazyka. Kazan 1887
- Altaiskie inorodtsy: Sbornik etnograficheskikh statei i issledovanii altaiskogo missionera (Moskau: A. A. Levenson, 1893; Repr. Gorno-Altaisk: Gorno-Altaiskaia tipografiia, 1993).